# Winthrop Rockefeller

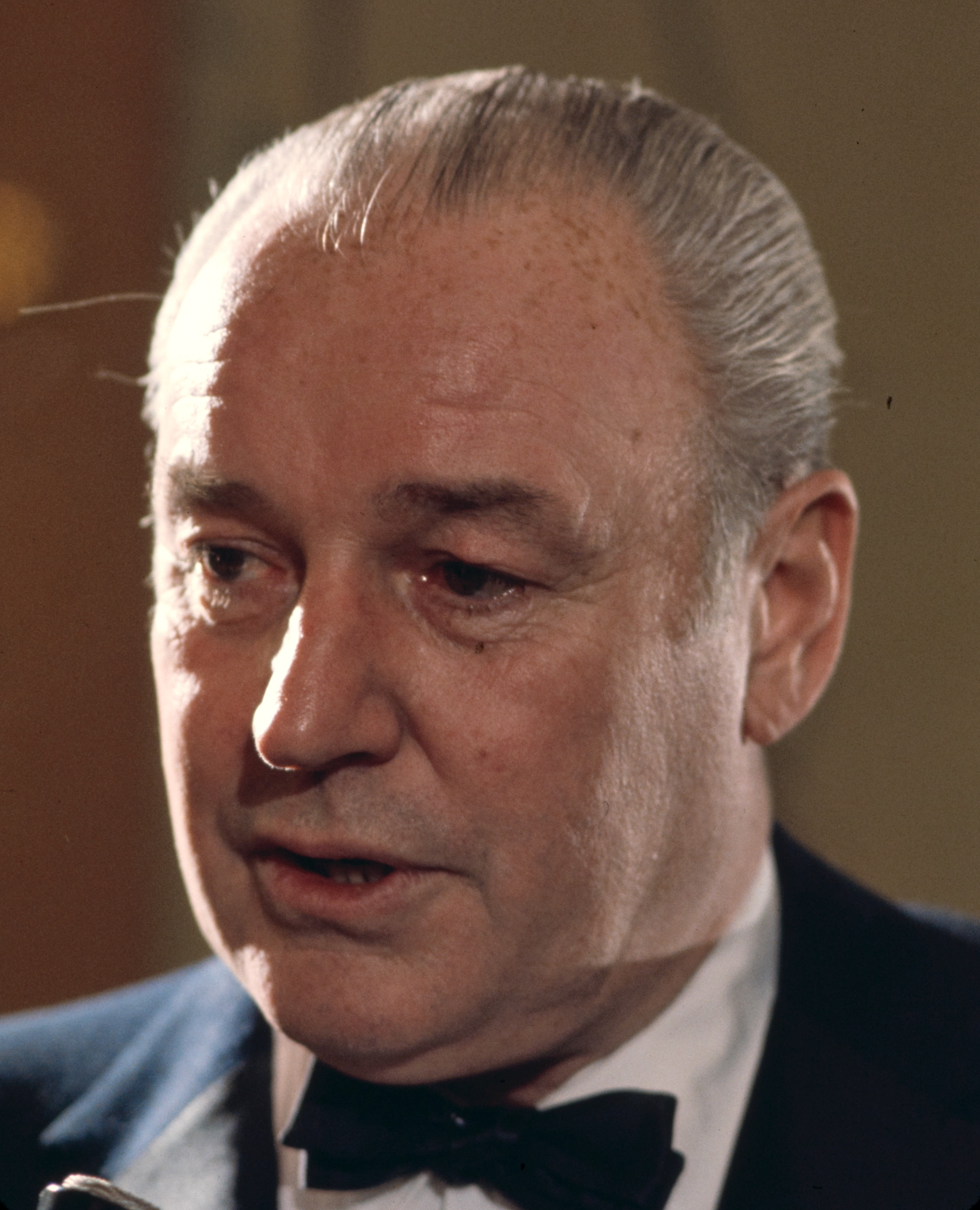
Winthrop Rockefeller (1967)

Winthrop Rockefeller (* 1. Mai 1912 in New York City; † 22. Februar 1973 in Arkansas) war ein US-amerikanischer Politiker. Er war von 1955 bis 1964 Vorsitzender der Kommission für die industrielle Entwicklung von Arkansas und wurde 1961 Vorsitzender der Republikaner in Arkansas. Von 1967 bis 1971 war er Gouverneur von Arkansas. Im Jahr 1968 wurde sein Vermögen vom Fortune auf 300 Mio. $ geschätzt. Die Winthrop Rockefeller Foundation zur Förderung von Projekten in Arkansas besaß 2001 einen Vermögenswert von 143 Mio. $.

## Frühe Jahre
Winthrop Rockefeller entstammte einer der reichsten Familien seiner Zeit. Er war Sohn von John D. Rockefeller II. und Abby Aldrich Rockefeller sowie ein Enkel des legendären Ölmagnaten John D. Rockefeller. Sein Bruder Nelson Rockefeller war Gouverneur von New York und unter Präsident Gerald Ford Vizepräsident der Vereinigten Staaten (1974 bis 1977). Sein Neffe Jay Rockefeller war zwischen 1977 und 1985 Gouverneur von West Virginia und zog danach als Demokrat in den US-Senat ein.
Rockefeller besuchte zwischen 1931 und 1934 die Yale University. Während des Zweiten Weltkrieges war er als Soldat der US Army im pazifischen Raum eingesetzt. Dabei brachte er es bis zum Colonel. Im Jahr 1953 zog er nach Arkansas und baute dort die Winrock Farms auf. Dort wurde reinrassige Viehzucht betrieben und Reis und Sojabohnen angebaut.

## Politischer Aufstieg
Im Jahr 1955 wurde er Vorsitzender der Kommission zur industriellen Entwicklung von Arkansas. Dabei gelang es ihm, erfolgreich für den Industriestandort Arkansas Werbung zu machen. Wie alle Rockefellers, mit Ausnahme seines Neffen in West Virginia, gehörte er der Republikanischen Partei an. 1964 war er Delegierter zur Republican National Convention. Im gleichen Jahr bewarb er sich erstmals um das Amt des Gouverneurs von Arkansas. Er verlor aber gegen Orval Faubus. Im Jahr 1966 betrachteten sich in Arkansas nur etwa 11 % der Wahlberechtigten als Republikaner. Trotzdem trat Rockefeller mit einem Reformprogramm erneut zur Gouverneurswahl an. Viele Anhänger der Demokraten zogen eine solche Reform einer weiteren Amtszeit eines eigenen Kandidaten vor und so wurde Winthrop Rockefeller zum ersten republikanischen Gouverneur von Arkansas seit 1874 gewählt.

## Gouverneur von Arkansas
Rockefeller trat sein neues Amt am 10. Januar 1967 an. Nach einer erfolgreichen Wiederwahl im Jahr 1968 konnte er bis zum 12. Januar 1971 im Amt bleiben. In diesen vier Jahren setzte er sich für die Bürgerrechtsbewegung ein. Er leitete eine Verwaltungsreform ein und förderte die kulturelle Entwicklung. Auch das Bildungswesen wurde in seiner Amtszeit gefördert. Ein anderer Schwerpunkt seiner Regierungszeit war die Verbesserung der Verhältnisse in den Strafanstalten des Staates. Während seiner Amtszeit vollzog sich die nur wenige Jahre zuvor heftig umstrittene Rassenintegration in Arkansas ohne nennenswerte Störungen. Rockefeller berief auch einige Afroamerikaner in wichtige Regierungsgremien. In seinen Jahren wurde auch eine Reform des Bankwesens eingeleitet. 1970 bewarb sich der Gouverneur für eine dritte Amtszeit. Diesmal unterlag er aber seinem demokratischen Herausforderer Dale Bumpers. Somit musste er im Januar 1971 aus seinem Amt ausscheiden.

## Weiterer Lebensweg
Winthrop Rockefeller sollte seine Amtszeit als Gouverneur nicht lange überleben. Im September 1972 wurde bei ihm Bauchspeicheldrüsenkrebs entdeckt, woran er am 22. Februar 1973 starb.
Sein Sohn Winthrop (1948–2006) war von 1996 bis zu seinem Tod Vizegouverneur von Arkansas unter Gouverneur Mike Huckabee.